# Karl von Lobenhoffer

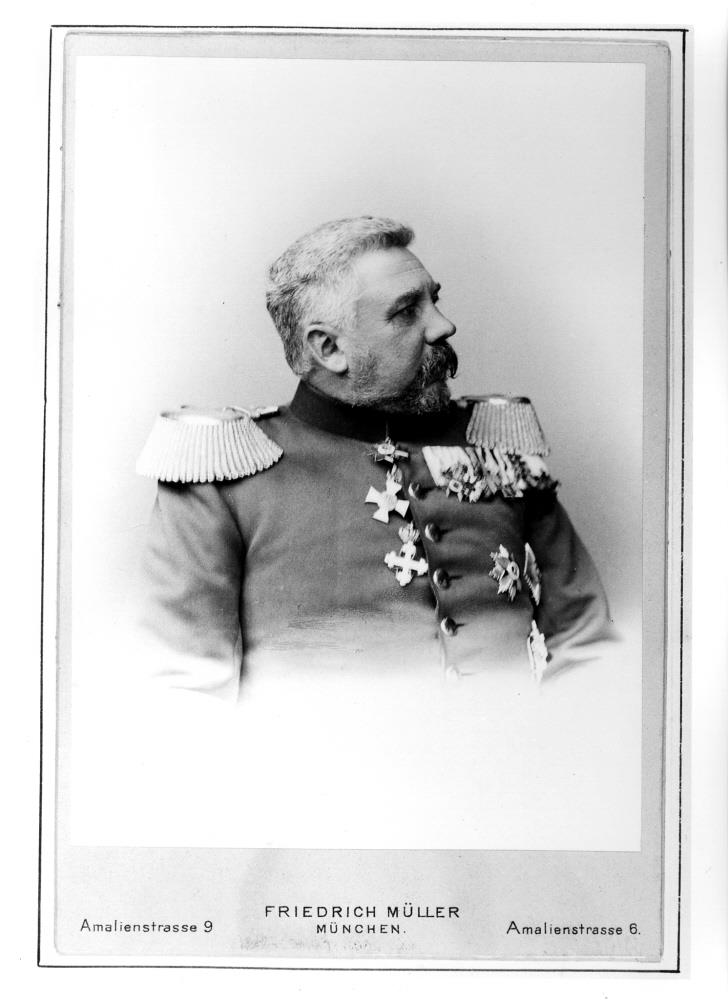
Karl von Lobenhoffer

Karl Lobenhoffer, seit 1894 Ritter von Lobenhoffer (* 4. September 1843 in Erding; † 19. Oktober 1901 in München) war ein bayerischer Generalleutnant und Chef des Generalstabes der Armee.

## Leben

### Herkunft

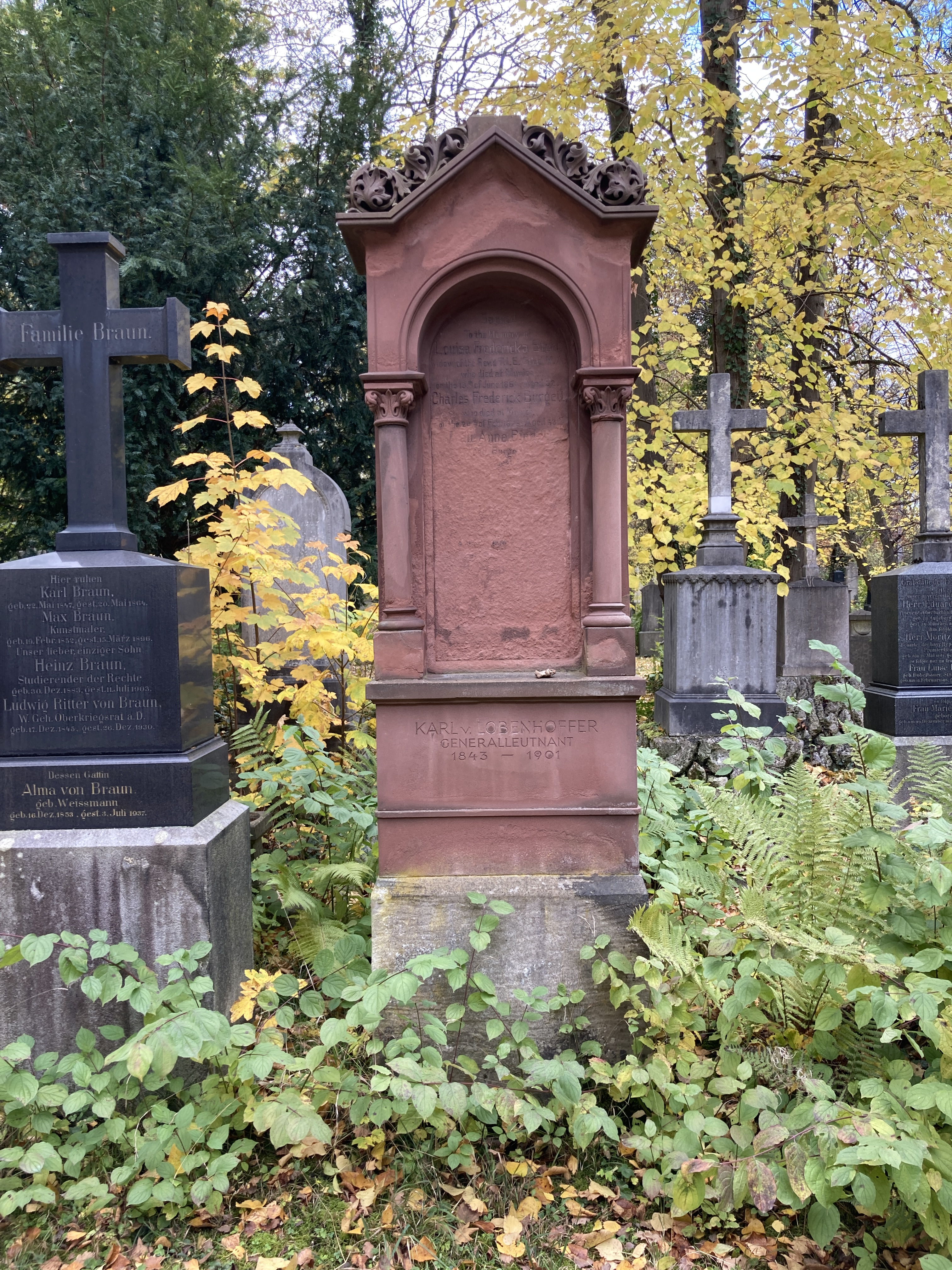
Grab von Karl Lobenhoffer auf dem Alten Südlichen Friedhof in München

Karl war der Sohn eines Landrichters. Sein jüngerer Bruder war der bayerische General der Artillerie Friedrich von Lobenhoffer (1850–1918).

### Militärkarriere
Nach dem Besuch der Latein- und Gewerbeschule trat Lobenhoffer am 1. Oktober 1861 in das 1. Artillerie-Regiment „Prinz Luitpold“ der Bayerischen Armee ein. Als Junker wechselte er 1863 in das 9. Infanterie-Regiment „Wrede“ und avancierte nach Absolvierung der Kriegsschule in München im Jahr darauf zum Unterleutnant im 12. Infanterie-Regiment „König Otto von Griechenland“. Zu Beginn des Krieges gegen Preußen war Lobenhoffer 1866 zunächst Ordonnanzoffizier bei der Reserve-Infanterie-Brigade und nahm in gleicher Eigenschaft bei der 7. Infanterie-Brigade am Gefecht bei Roßbrunn teil.
Lobenhoffer wurde am 1. August 1866 zum Oberleutnant befördert und absolvierte ab 1868 die Kriegsakademie, die er mit der Mobilmachung anlässlich des Krieges gegen Frankreich 1870 vorzeitig verlassen musste. Als Ordonnanzoffizier der 3. Infanterie-Brigade nahm er an den Kämpfen bei Beaumont sowie Sedan teil und wurde am 2. Dezember 1870 beim Vorstoß seines Großverbandes in der Schlacht bei Loigny und Poupry schwer verwundet. Bereits nach sechs Wochen kehrte er, noch nicht wieder völlig hergestellt, zu seiner Brigade vor Paris zurück.
Ausgezeichnet mit dem Ritterkreuz des Militärverdienstordens und dem Eisernen Kreuz II. Klasse setzte er nach dem Friedensschluss seine Studien an der Kriegsakademie fort und schloss sie 1872 mit der Qualifikation für den Generalstab und die Höhere Adjutantur ab. Daran schloss sich seine Kommandierungen zum Generalstab der Armee sowie als Adjutant der 2. Infanterie-Brigade an. Zugleich unterrichtete er 1872/77 und 1879 Taktik sowie 1880 Kriegsgeschichte und Geschichte der Kriegskunst an der Kriegsakademie. Nach seiner Beförderung zum Hauptmann war Lobenhoffer 1875/77 Zweiter Generalstabsoffizier beim Generalkommando des I. Armee-Korps und wurde anschließend unter Stellung à la suite des Generalstabes als Kompanieführer im 1. Infanterie-Regiment „König“ kommandiert. 1880 kehrte er in den Generalstab der Armee zurück und kam drei Jahre später zum Generalstab der 1. Division. Im Jahr darauf folgte seine Kommandierung zum Großen Generalstab der Preußischen Armee in Berlin. In dieser Stellung wurde er Mitte Dezember 1883 zum Major befördert und nach Beendigung dieses Kommandos als Eisenbahn-Linien-Kommissäre verwendet. Ab 1887 war Lobenhoffer Abteilungschef im Generalstab der Armee, stieg zum Oberstleutnant auf und nahm zugleich 1889/90 erneut eine Lehrtätigkeit (Heeresorganisation bzw. Generalstabsdienst) an der Kriegsakademie wahr. Nach einer einjährigen Tätigkeit als Chef des Generalstabes des I. Armee-Korps trat Oberst Lobenhoffer mit der Ernennung zum Kommandeur des 10. Infanterie-Regiments „König Ludwig“ Mitte März 1891 in den Truppendienst zurück. Anschließend war er vom 14. Juni 1894 bis 31. Dezember 1896 als Generalmajor Kommandeur der 3. Infanterie-Brigade in Augsburg.
In dieser Eigenschaft verlieh ihm Prinzregent Luitpold am 20. Januar 1895 das Ritterkreuz des Verdienstordens der Bayerischen Krone. Mit der Verleihung war die Erhebung in den persönlichen Adelsstand verbunden und er durfte sich nach der Eintragung in die Adelsmatrikel „Ritter von Lobenhoffer“ nennen.
Am 27. Dezember 1896 wurde Lobenhoffer zum Chef des Generalstabes der Armee ernannt und zugleich mit der Wahrnehmung der Geschäfte als Inspekteur der Militärbildungsanstalten beauftragt. An der Seite des Prinzen Leopold von Bayern nahm er 1897 an den Kaisermanövern teil, in denen sich die bayerischen Truppen erstmals im friedlichen Wettkampf der Preußischen Armee stellten. Für seine umsichtigen Planungen und Ausführungen verlieh ihm Kaiser Wilhelm II. daraufhin den Kronen-Orden II. Klasse mit Stern.
Prinzregent Luitpold würdigte ihn im März 1901 durch die Verleihung des Verdienstordens vom Heiligen Michael I. Klasse. Nach Abschluss der Generalstabsreise nahm Lobenhoffer im Sommer an einer mehrtägigen Schießübung auf dem Lechfeld teil, um sich über die Wirkung der neuen leichten Feldhaubitzen persönlich zu informieren. Anschließend begab er sich zu den großen Feldbahnübungen der Verkehrstruppen bei Berlin, die ihn besonders interessierten. Infolge von Überanstrengung verstarb Lobenhoffer 1901 im Alter von 58 Jahren in München in Ausübung seines Dienstes an einem Schlaganfall. Seine Grabstätte befindet sich auf dem Alten Südlichen Friedhof in München (Gräberfeld 34, Reihe 13, Platz 22) Standort.

### Familie
Lobenhoffer hatte sich 1874 mit Elisa Forbes verheiratet. Aus der Ehe gingen zwei Kinder hervor.